# Ventimila leghe sotto i mari (film 1954)
Ventimila leghe sotto i mari (20,000 Leagues Under the Sea) è un film del 1954 diretto da Richard Fleischer e prodotto da Walt Disney, adattamento cinematografico del romanzo omonimo fantascientifico avventuroso di Jules Verne del 1870, già portato sullo schermo nel 1905, 1907 e 1916.
Vincitore di due premi Oscar, è il primo film della Disney girato in CinemaScope e il primo distribuito dalla Buena Vista Distribution dopo la chiusura dell'accordo con la RKO Radio Pictures. È considerata la migliore trasposizione cinematografica del romanzo di Verne e un'opera precorritrice del filone dello steampunk.
La storia, in Technicolor, è ambientata nel periodo successivo alla guerra di secessione.

## Trama

Una scena

1868: la stampa è invasa da articoli riguardanti un misterioso mostro marino che affonda le navi incontrate lungo il suo percorso. I pochi testimoni scampati alle stragi raccontano di aver visto due grandi occhi fluorescenti e un corpo di massa enorme muoversi a velocità prodigiosa. Viene organizzata allora una spedizione per liberare i mari dal mostro e Pierre Aronnax, professore naturalista al Museo di storia naturale di Parigi, famoso per aver pubblicato un'opera sulla vita sottomarina, viene chiamato a prendere parte alla spedizione assieme al suo fedele assistente Consiglio. I due s'imbarcano sul motoveliero Abraham Lincoln, nel quale incontreranno il valente fiociniere canadese Ned Land.
Dopo molti mesi di navigazione infruttuosa, quando ormai il comandante della nave medita di abbandonare l'impresa, un uomo di vedetta avvista finalmente qualcosa che sembra essere il famigerato mostro. Le batterie della nave aprono il fuoco, ma la nave viene speronata e subisce gravi danni andando alla deriva. Durante lo scontro Aronnax finisce in mare e Consiglio si tuffa per salvarlo, ma la nave non può fermarsi a raccoglierli perché incapace di manovrare e i due finiscono in balìa delle onde, aggrappati a oggetti galleggianti.
Dopo molte ore, trascinati dalla corrente, arrivano al cospetto di quella che sembra, nella nebbia fitta, un'isola galleggiante. Vi salgono sopra e si rendono conto che si tratta del mostro, o meglio di un battello sottomarino. Il professore s'introduce all'interno del battello con stupore e meraviglia, e Consiglio, mentre sta per seguirlo, ode una voce che chiama dall'esterno: è Ned Land, caduto anch'egli in acqua. Nel frattempo Aronnax, affascinato, si è addentrato nel sottomarino, raggiungendo una sala con una grande finestra vetrata: da questa scorge uomini con speciali scafandri che camminano sul fondo marino in una processione funebre. I tre vengono poco dopo notati e catturati e quindi portati al cospetto del misterioso capitano Nemo, un principe indiano dallo spirito vendicativo che ha l'obiettivo di ostacolare le grandi potenze mondiali ed in particolare di dare la caccia alle navi di "quella odiata nazione". Il capitano Nemo e ciò che lo circonda affascinano il professor Aronnax, ma non Consiglio e Ned Land.
Li attende un lungo viaggio pieno di imprevisti e avventure, tra cui una passeggiata sottomarina dentro un galeone affondato con scrigno di gioielli, l'attacco di cannibali dopo il quale Ned Land viene rinchiuso in prigione per aver tentato la fuga, l'epica battaglia contro un calamaro gigante, che Ned uccide fiocinandolo in mezzo agli occhi, salvando così la vita al capitano Nemo.
Il Nautilus raggiunge in seguito la base di Vulcania, dove sono conservati i segreti scientifici di Nemo e che il professore vorrebbe rivelare al mondo, ma alcune navi da guerra, avvertite da messaggi in bottiglia segretamente inviati da Ned, sono ad attenderlo. Nemo sceglie allora di far esplodere l'isolotto ma viene colpito dal fuoco dei fucilieri, restando ferito gravemente: a quel punto dà ordine all'equipaggio di affondare nell'oceano. I tre naufraghi si affrettano a fuggire; il giovane primo ufficiale del Nautilus li vede e ingaggia un combattimento corpo a corpo con Ned, che alla fine si troverà costretto a uccidere il suo assalitore. Il film si conclude con Aronnax che vorrebbe tornare indietro a recuperare il suo libro dimenticato nella fuga, pieno di appunti riportati in tutta la sua avventura col Nautilus , costringendo Ned a tramortirlo per la sua salvezza: e mentre i tre fuggitivi scappano in mare con una scialuppa di salvataggio insieme alla foca del capitano Nemo, Esmeralda scampata all’ultimo secondo dall’affondamento, il Nautilus affonderà dunque con a bordo tutti i suoi uomini rimastigli fedele fino alla morte.

## Produzione
Il film ebbe un costo stimato di circa 5000000 $
Fu il primo film della Disney girato in CinemaScope.

## Distribuzione
Fu il primo film della Disney distribuito dalla Buena Vista Distribution, dopo la chiusura dell'accordo con la RKO Radio Pictures.
In Italia, dopo la sua uscita nei cinema avvenuta il 12 settembre 1955 e varie riedizioni cinematografiche fino al 1974, il film fu distribuito in VHS nel 1982 con qualche ristampa nel 1990, e in DVD nel 2003.

### Adattamento italiano
La versione italiana del film è stata curata da Roberto De Leonardis per la DEAR Film. Il doppiaggio italiano, diretto da Giulio Panicali, venne eseguito negli stabilimenti Fono Roma con la collaborazione della C.D.C.

## Accoglienza e critica
Ventimila leghe sotto i mari ricevette recensioni positive dai critici e fu il secondo film con il maggiore incasso del 1954 (dopo Bianco Natale), guadagnando 8000000 $ ai botteghini nell'America settentrionale e divenne un classico notevole della Disney.
(Leo Pestelli su Stampa Sera del 2 dicembre 1955)
(Fantafilm)

## Remake
Il 6 gennaio 2009 la rivista Variety riportò in un articolo che un rifacimento intitolato 20,000 Leagues Under the Sea: Captain Nemo stava sviluppandosi alla Disney Pictures, con McG in trattative per dirigerlo e Bill Marsilli alla sceneggiatura. Il film si sarebbe focalizzato sulle origini della figura centrale, capitano Nemo, e la costruzione della sua nave, il Nautilus. McG spiegò che il suo film sarebbe stato «più in sintonia con lo spirito del romanzo» rispetto al film di Fleischer, e che sarebbero state rivelate le origini di Nemo.
Qualche tempo dopo, Justin Marks e Randall Wallace furono incaricati della riscrittura della sceneggiatura; ne uscì una versione piuttosto cupa e dalle atmosfere scure . Sean Bailey fu delegato alla produzione insieme alla Wonderland Sound and Vision.
Per la parte di Nemo, McG pensò a Will Smith e Sam Worthington come candidati ideali, tuttavia, Smith rifiutò l'offerta e con Worthington non ebbe mai l'occasione di discuterne seriamente. Il 18 novembre 2009, la preproduzione fu congelata a tempo indeterminato e McG uscì dal progetto.
Qualche settimana dopo l'annuncio del fermo del progetto, il produttore Sean Bailey avvicinò David Fincher come regista per un possibile riavvio orientato più verso l'azione e con un forte impatto visivo. Ciò che ne uscì fu il riavvio della produzione con Fincher alla regia e Scott Z. Burns alla sceneggiatura. Il tutto fu mantenuto nel più stretto riserbo, e il nuovo progetto fu annunciato nel maggio 2010.

## Riconoscimenti
- 1955 - Premio Oscar
  - Migliore scenografia a John Meehan
  - Migliori effetti speciali alla Disney
  - Candidatura al Miglior montaggio a Elmo Williams

- 1954 - National Board of Review Award
  - Migliori dieci film